# Qiryat Ono
Qiryat Ono är en ort i Israel.   Den ligger i distriktet Tel Aviv-distriktet, i den norra delen av landet. Qiryat Ono ligger 31 meter över havet och antalet invånare är 24 200.
Terrängen runt Qiryat Ono är platt.Runt Qiryat Ono är det mycket tätbefolkat, med 1 819 invånare per kvadratkilometer. Närmaste större samhälle är Bené Beraq, 7,2 km norr om Qiryat Ono. Trakten runt Qiryat Ono består till största delen av jordbruksmark.